# Калпайн (Каліфорнія)
Калпайн (англ. Calpine) — переписна місцевість (CDP) в США, в окрузі Сьєрра штату Каліфорнія. Населення — 223 особи (2020).

## Географія
Калпайн розташований за координатами 39°39′45″ пн. ш. 120°26′37″ зх. д. / 39.66250° пн. ш. 120.44361° зх. д. (39.662571, -120.443628).  За даними Бюро перепису населення США в 2010 році переписна місцевість мала площу 1,84 км², з яких 1,84 км² — суходіл та 0,01 км² — водойми.

## Демографія
Згідно з переписом 2010 року, у переписній місцевості мешкало 205 осіб у 96 домогосподарствах у складі 55 родин. Густота населення становила 111 особа/км².  Було 158 помешкань (86/км²).
Расовий склад населення:
| - 89,8 % — білих - 0,5 % — вихідців з тихоокеанських островів - 4,9 % — осіб інших рас |

До двох чи більше рас належало 4,9 %. Частка іспаномовних становила 12,7 % від усіх жителів.
За віковим діапазоном населення розподілялося таким чином: 18,0 % — особи молодші 18 років, 67,9 % — особи у віці 18—64 років, 14,1 % — особи у віці 65 років та старші. Медіана віку мешканця становила 49,8 року. На 100 осіб жіночої статі у переписній місцевості припадало 97,1 чоловіків;  на 100 жінок у віці від 18 років та старших — 112,7 чоловіків також старших 18 років.
Цивільне працевлаштоване населення становило 79 осіб. Основні галузі зайнятості: роздрібна торгівля — 35,4 %, транспорт — 25,3 %, публічна адміністрація — 15,2 %, освіта, охорона здоров'я та соціальна допомога — 12,7 %.